# Carmita Abdo
Carmita Helena Najjar Abdo (1949, São Paulo) es una psiquiatra, y sexóloga brasileña. Además de médica psiquiatra, doctora y libre-docente en psiquiatría, profesora asociada del Departamento de Psiquiatría de la Facultad de Medicina de la Universidad de São Paulo, Carmita Abdo es la fundadora y coordinadora general de ProSex - Proyecto de Sexualidad del Hospital de Clínicas de la Universidad de São Paulo.
Desde hace unos años también se convirtió en una presencia constante de los medios de comunicación, como consultora de la temática sexual.

## Algunos libros
La sexóloga es autora de los siguientes libros:
- "Armadilhas da comunicação"

- "Sexualidade humana e seus trastornos". 4ª edición de Casa Leitura Medica. 343 pp. ISBN 8561125837, 9788561125837

- "Estudo da vida sexual do brasileiro"

- "Descobrimento sexual do Brasil". 144 pp. ISBN 9788532308641 2004

- "Depressão e sexualidade"

- "Sexo pode ser: menos mito e mais verdade"

- "Da depressão à disfunção sexual - e vice-versa"

## En la televisión
Abdo fue una de las componentes fijas del programa Amor & Sexo, de la TV Globo, presentado por Fernanda Lima.